# Miòtom

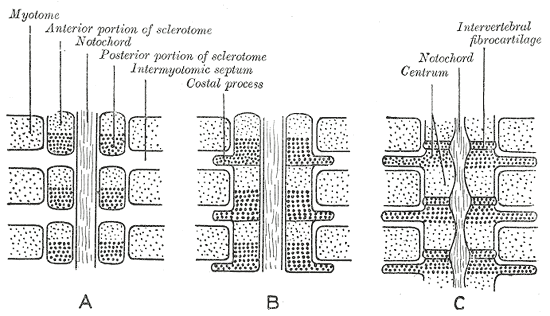
Esquema de la manera com es desenvolupa cada centre vertebral (el miòtom està a la part superior dreta)

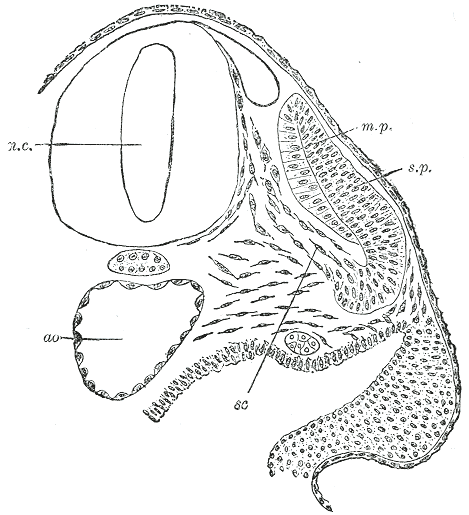
Secció transversal d'embrió humà de tres setmanes que mostra la diferenciació del primitiu segment. (Kollmann.) ao. Aorta. m.p. placa muscular, sinònim de miòtom. n.c. canal neural. sc. Esclerotoma. s.p. placa del cutis

Un miòtom en l'embriogènesi dels vertebrats és un grup de teixits format pel somita que es desenvolupa per formar la paret muscular del cos.
Cada miòtom es divideix en una part epaxial dorsal i una part epaxial ventral
Els mioblasts de la divisió hipaxial formen els músculs de les parets abdominals toràcica i anterior.
El terme "miòtom" també es fa servir per descriure els músculs servits per una sola arrel de nervi.
Cada múscul del cos és subministrat per un nivell particular o segment de la columna vertebral i pel seu corresponent nervi espinal.- El múscul i el seu nervi conformen un miòtom.
En els mamífers la massa dels músculs epaxials perden el seu caràcter segmentat per formar els músculs extensors del clatell i el tronc. En els peixos, salamandres i rèptils entre d'altres, la musculatura del cos roman segmentada com en l'embrió però de vegades queda plegada i solapada amb masses musculars epaxials i hipaxials.

## Significació clínica
El test de miòtom dona informació sobre el grau d'una lesió en la columna vertebral.